# Желание (филм, 2023)
„Желание“ (на английски: Wish) е американска компютърна анимация от 2023 г., продуцирана от „Уолт Дисни Анимейшън Студиос“ и ще е разпространена от „Уолт Дисни Студиос Моушън Пикчърс“. Като 62-рият анимационен филм, продуциран от студиото, режисьори са Крис Бък и Фаун Вирасънторн (в нейния режисьорски дебют), сценарият е на Дженифър Лий и Алисън Мур. Художественият стил съдържа компютърна анимация с акварелната анимация на Дисни. Озвучаващия състав се състои от Ариана Дебос, Крис Пайн, Анжелик Кабрал и Алън Тюдик.
Разработката на филма започна през 2022 г., докато Лий пише сценария на оригиналния филм в „Уолт Дисни Анимейшън Студиос“. През септември 2022 г. проектът е официално обявен, докато заглавието е разкрито, заедно с озвучаващия състав. Той е вдъхновен от 100-годишния юбилей на Дисни, който връзва заедно като основна тема за всичките филми на Дисни: желанията се сбъдват. Джулия Майкълс, Бенджамин Райс и Джей Пи Сейкс са наети да напишат новите песни за филма, докато Дейв Мецгър композира музиката.
Премиерата на филма се състои в театър „Ел Капитан“ в Холивуд, Лос Анджелис на 8 ноември 2023 г. и излиза в Съединените щати на 22 ноември от „Уолт Дисни Студиос Моушън Пикчърс“.

## Актьорски състав
- Ариана Дебос – Аша, 17-годишното момиче, която си пожелава да спаси народа си от тъмнина.[7]
- Крис Пайн – Крал Магнифико, владетелят на кралство Розас.[7][8]
- Алън Тюдик – Валентино, говорещата коза
- Анжелик Кабрал – Кралица Амая, съпруга на Крал Магнифико, и кралица на Розас.[9]
- Виктор Гарбър – Сабино, 100-годишният дядо на Аша, който чака да си изпълни желанията.[7][10][11]
- Наташа Ротуел – Сакина, майката на Аша.[10]
- Дженифър Кумияма – Далия, най-добрата приятелка на Аша, пекарка, и водач на неофициална група.[11][10] Тя е вдъхновена от Всезнайко в „Снежанка и седемте джуджета“.
- Харви Гулен – Габо, сърдит тип със златно сърце. Той е вдъхновен от Сърдитко в „Снежанка и седемте джуджета“.[10][7]
- Нико Варгас – Хал, радостно и усмихнато момиче. Тя е вдъхновена от Щастливко в „Снежанка и седемте джуджета“.[10][7]
- Евън Питърс – Саймън, силен човек с голямо сърце. Той е вдъхновен от Сънливко в „Снежанка и седемте джуджета“.[7][10][11]
- Рами Йосеф – Сафи, приятен тип, който е измъчван от алергии. Той е вдъхновен от Кихавко в „Снежанка и седемте джуджета“.[10][7]
- Джон Руднитски – Дарио, един от приятелите на Аша с розови бузи. Той е вдъхновен от Глупи в „Снежанка и седемте джуджета“.[10][7]
- Дела Саба – Базима, срамежливо момиче. Тя е вдъхновена от Срамежливко в „Снежанка и седемте джуджета“.[10][7]
- Киони Йънг – Планинист, Висок турист, Страж 1[12]
- Лукас Сиглър – Заек, Бебе Гъба[12]
- Холанд Уоткинс – Мишка, Съпруга на планиниста[12]
- Уди Бък – Елен, Страж 2, Гражданин 5[12]
- Еф – Капитан на кораб, Фен турист[12]
- Ейбрахам Зиглър – Момче турист[12]

Певицата и телевизионна водеща Рошел Хюмс озвучава малка роля в британската версия на филма с ролята си на Рошел, селянка, която иска да стане капитан на кораб. Ивет Никол Браун и Джеймс Монроу Игълхарт имат вокални малки роли в песента „Аз съм звезда“ и са кредитирани като солисти.

## Производство

### Разработка
Разработката на „Желание“ започва през 2018 г., но филмът не е публично разкрит до 21 януари 2022 г., докато е съобщено, че Дженифър Лий пише сценарий за оригинален филм на Уолт Дисни Анимейшън Студиос.
На 9 септември 2022 г. по време на презентацията D23 Expo, Дисни обявява заглавието на филма, както и фактът, че Крис Бък и Фаун Вирасънторн ще са режисьори, а продуценти са Питър Дел Вечо и Хуан Пабло Рийс. Също така е обявено, че художествения стил ще съдържа водноцветна анимация и компютърна анимация, в която компанията използва за модерния период.
Анимацията във филма е оригинално планирана да бъде изцяло традиционна, но по-късно е решено да премине в компютърна анимация с 2D елементи.

### Кастинг
На 9 септември 2022 г., по време на презентацията D23 Expo – Ариана Дебос и Алън Тюдик са обявени да озвучават съответно главните роли Аша и козата Валентино. На 26 април 2023 г. в „СинемаКон“, е обявено, че Крис Пайн е добавен в състава като гласа на Крал Магнифико. На 18 септември 2023 г. Анжелик Кабрал е обявена като гласа на кралица Амая, съпругата на крал Магнифико. Част от актьорския състав са обявени в целия трейлър.

## Музика
Джулия Майкълс е обявена да напише песните за филма в D23 Expo през септември 2022 г. През април 2023 г. Дейвид Мецгър е обявен да композира музиката на филма, когато Бенджамин Райс се присъедини към Майкъл да напише песните; Мецгър преди е работил по издадените директно на видео филми на Дисни – като „Тарзан 2“ (2005) и „Братът на мечката 2“ (2006), както и оркестратор на пълнометражните филми като „Тарзан“ (1999), „Братът на мечката“ (2003), „Гръм“ (2008), „Замръзналото кралство“ (2013) и „Замръзналото кралство 2“ (2019). През април в CinemaCon, Дисни показа клип с Аша, която изпълнява песента „Това желание“. На 18 октомври 2023 г. е съобщено, че Джей Пи Сейкс се е присъединил към екипа на текстописците.
По време на предаването „Добро утро, Америка“ на 16 октомври 2023 г. (официалния 100-годишен юбилей на студиото „Дисни“), е обявено, че песните ще бъдат пуснати всяка сряда на 18 октомври 2023 г. Саундтракът излиза на 17 ноември 2023 г. от Уолт Дисни Рекърдс.
| Желание: Оригиналния филмов саундтрак | Желание: Оригиналния филмов саундтрак     | Желание: Оригиналния филмов саундтрак                                                                                | Желание: Оригиналния филмов саундтрак | Желание: Оригиналния филмов саундтрак | Желание: Оригиналния филмов саундтрак | Желание: Оригиналния филмов саундтрак | Желание: Оригиналния филмов саундтрак | Желание: Оригиналния филмов саундтрак | Желание: Оригиналния филмов саундтрак |
| №                                     | Име                                       | Изпълнител(и) | Време                                 |                                       |                                       |                                       |                                       |                                       |                                       |
| ------------------------------------- | ----------------------------------------- | --- | ------------------------------------- | ------------------------------------- | ------------------------------------- | ------------------------------------- | ------------------------------------- | ------------------------------------- | ------------------------------------- |
| 1.                                    | Welcome to Rosas                          | Ариана Дебос Съставът на „Желание“                                                                                   | 2:28                                  |                                       |                                       |                                       |                                       |                                       |                                       |
| 2.                                    | At All Costs                              | Дебос Крис Пайн | 3:15                                  |                                       |                                       |                                       |                                       |                                       |                                       |
| 3.                                    | This Wish                                 | Дебос | 3:25                                  |                                       |                                       |                                       |                                       |                                       |                                       |
| 4.                                    | I'm a Star                                | Съставът на „Желание“                                                                                                | 2:54                                  |                                       |                                       |                                       |                                       |                                       |                                       |
| 5.                                    | This Is the Thanks I Get?!                | Пайн | 3:14                                  |                                       |                                       |                                       |                                       |                                       |                                       |
| 6.                                    | Knowing What I Know Now                   | Дебос Анжелик Кабрал Нико Варгас Харви Гюлен Дженифър Кумияма Джон Руднитски Саба Варгас Йосеф Съставът на „Желание“ | 3:20                                  |                                       |                                       |                                       |                                       |                                       |                                       |
| 7.                                    | This Wish (Reprise)                       | Ариана Дебос Съставът на „Желание“                                                                                   | 2:45                                  |                                       |                                       |                                       |                                       |                                       |                                       |
| 8.                                    | A Wish Worth Making                       | Джулия Майкълс | 2:53                                  |                                       |                                       |                                       |                                       |                                       |                                       |
| 9.                                    | This Wish (Instrumental)                  | Майкълс Райс | 3:25                                  |                                       |                                       |                                       |                                       |                                       |                                       |
| 10.                                   | I'm a Star (Instrumental)                 | Майкълс Райс | 2:54                                  |                                       |                                       |                                       |                                       |                                       |                                       |
| 11.                                   | This Is the Thanks I Get?! (Instrumental) | Майкълс Райс | 3:14                                  |                                       |                                       |                                       |                                       |                                       |                                       |
| 12.                                   | A Wish Worth Making (Instrumental)        | Майкълс Райс | 2:53                                  |                                       |                                       |                                       |                                       |                                       |                                       |
| 36:00                                 |                                           | |                                       |                                       |                                       |                                       |                                       |                                       |                                       |

## Премиера
Световната премиера на „Желание“ се състои в театър „Ел Капитан“ на 8 ноември 2023 г., и излиза по кината на 22 ноември 2023 г. На 16 февруари 2023 г. след комерсиалните провали на компанията – „Баз Светлинна година“ и „Чуден свят“ (които са издадени през 2022 г.), съобщено е, че „Дисни“ удължава театралните прозорци за „Желание“ и „Стихии“ на Пиксар с надежда да върне семействата по кината. На 15 юни 2023 г. в международния филмов фестивал „Анси“ са показани кадри с 20 минути от филма.

## Награди и номинации
| Награда                         | Дата на церемонията | Категория                                      | Номиниран(и)               | Резултат  |
| ------------------------------- | ------------------- | ---------------------------------------------- | -------------------------- | --------- |
| Hollywood Music in Media Awards | 15 ноември 2023 г.  | Най-добра оригинална песен за анимационен филм | „Пожелавам днес“           | номинация |
| Златен глобус                   | 7 януари 2024 г.    | Най-добър анимационен филм                     | Най-добър анимационен филм | номинация |